# Yoshikazu Nagai
Yoshikazu Nagai (永井 良和 Nagai Yoshikazu?,  nacido el 16 de abril de 1952 en Saitama) es un exfutbolista japonés que se desempeñaba como delantero.
Nagai jugó 69 veces y marcó 9 goles para la Selección de fútbol de Japón entre 1971 y 1980. Nagai fue elegido para integrar la selección nacional de Japón para los Juegos Asiáticos de 1974 y 1978.

## Trayectoria

### Clubes
| Club              | País  | Año         |
| ----------------- | ----- | ----------- |
| Furukawa Electric | Japón | 1971 - 1988 |

### Selección nacional
| Selección | País  | Año         |
| --------- | ----- | ----------- |
| Absoluta  | Japón | 1971 - 1980 |

## Estadística de equipo nacional
| Selección de Japón | Selección de Japón | Selección de Japón |
| Año                | Part.              | Goles              |
| ------------------ | ------------------ | ------------------ |
| 1971               | 4                  | 1                  |
| 1972               | 0                  | 0                  |
| 1973               | 5                  | 0                  |
| 1974               | 4                  | 1                  |
| 1975               | 11                 | 1                  |
| 1976               | 17                 | 2                  |
| 1977               | 5                  | 0                  |
| 1978               | 12                 | 1                  |
| 1979               | 9                  | 3                  |
| 1980               | 2                  | 0                  |
| Total              | 69                 | 9                  |

## Palmarés

### Títulos nacionales
| Título                   | Club              | País  | Año       |
| ------------------------ | ----------------- | ----- | --------- |
| Japan Soccer League      | Furukawa Electric | Japón | 1976      |
| Copa del Emperador       | Furukawa Electric | Japón | 1976      |
| Copa Japan Soccer League | Furukawa Electric | Japón | 1977      |
| Copa Japan Soccer League | Furukawa Electric | Japón | 1982      |
| Japan Soccer League      | Furukawa Electric | Japón | 1985-1986 |
| Copa Japan Soccer League | Furukawa Electric | Japón | 1986      |

### Distinciones individuales
| Distinción                                      | Año       |
| ----------------------------------------------- | --------- |
| Japan Soccer League Best XI                     | 1971      |
| Japan Soccer League Best XI                     | 1976      |
| Japan Soccer League Best XI                     | 1977      |
| Japan Soccer League Best XI                     | 1978      |
| Japan Soccer League Best XI                     | 1985-1986 |
| Inducido al Salón de la Fama del fútbol japonés | 2012      |